# 内藤政醇
内藤 政醇（ないとう まさあつ）は、江戸時代中期の大名。陸奥国湯長谷藩4代藩主。官位は従五位下・播磨守。

## 略歴
正徳元年（1711年）、3代藩主・内藤政貞の長男として誕生。
享保7年（1722年）、父の死去により跡を継ぎ、享保10年（1725年）に8代将軍・徳川吉宗に御目見する。
享保12年（1727年）12月に叙任する。
「忠孝・倹約・扶助」を旨とする藩法を定めた。
寛保元年9月5日（1741年10月14日）、帰国直後に死去した。享年31。跡を長男・政業が継いだ。

## 系譜
父母
- 内藤政貞（父）
- 榮姫、顕了院 ー 松平義昌の養女、櫛笥隆慶の娘（母）

正室
- 黒田直邦の娘

子女
- 内藤政業（長男）生母は正室
- 内藤政勝

## 登場作品
- 『超高速!参勤交代』（小説：2013年、著 - 土橋章宏 / 映画：2014年、演 - 佐々木蔵之介）
- 『超高速!参勤交代リターンズ』(小説：2016年、著 - 土橋章宏 / 映画：2016年、演 - 佐々木蔵之介)